# Tom Wolfe
Thomas Kennerly Wolfe, Jr., conegut com a Tom Wolfe, (Richmond, Virgínia, 2 de març de 1931 - Nova York, 14 de maig de 2018) va ser un periodista i escriptor estatunidenc, pare de l'anomenat nou periodisme, una nova tendència dins el periodisme que va néixer als Estats Units d'Amèrica als anys 1960 i 1970 arran de la publicació de la novel·la A sang freda de Truman Capote. Als seus inicis va col·laborar als diaris The Washington Post i New York Herald i a la revista Enquirer.
Va incorporar al periodisme les tècniques de la novel·la i a la novel·la l'estil del periodisme. Respecte a dues de les seves obres (La Foguera de les Vanitats i Tot un home), ha comentat que ambdues afirmen la necessitat de novel·les que sorgeixin del realisme, i en el seu cas, provenen d'una cerca acurada del reportatge.
Wolfe va rebre diversos premis per algunes de les seves obres, entre d'altres l'American Book Award i el premi Dos Passos de literatura de la Longwood University.

### Assaig
- The Kandy-Kolored Tangerine-Flake Streamline Baby (1965)
- The Electric Kool-Aid Acid Test (1968)
- The Pump House Gang (1968)
- Radical Chic & Mau-Mauing the Flak Catchers (1970)
- The New Journalism (1975)
- The Painted Word (1975)
- Mauve Gloves & Madmen, Clutter & Vine (1976)
- The Right Stuff (1979)
- In Our Time (1980)
- From Bauhaus to Our House (1981)
- The Purple Decades (1982)
- Hooking Up (2000) (traducció catalana: El periodisme canalla i altres articles, 2001 ISBN 84-664-0094-X)

### Novel·la
- The Bonfire of the Vanities (1987) (traducció catalana: La foguera de les vanitats, 1989 ISBN 84-7306-368-6)
- A Man in Full (1998) (traducció catalana: Tot un home, 1999 ISBN 84-8300-769-X)
- I Am Charlotte Simmons (2004) (traducció catalana: Sóc la Charlotte Simmons, 2005 ISBN 978-84-664-0607-9)
- Back to Blood (2009) (traducció catalana: Bloody Miami, 2013 ISBN 978-84-664-1720-4)